# Nkol Akono
Pour les articles homonymes, voir Nkol et Akono (homonymie).
Nkol Akono ou Nkolakono est un village de la région du Centre au Cameroun, localisé dans la commune de Mbankomo et le département de la Méfou-et-Akono.

## Population
En 1965, Nkol Akono comptait 214 habitants, principalement des Ewondo.
Lors du recensement de 2005, ce nombre s'élevait à 240.